# Бен-Шимон, Ран
Ран Бен-Шимон (ивр. רן בן שמעון‎; род. 28 ноября 1970, Петах-Тиква, Израиль) — израильский футболист и тренер. Действующий главный тренер сборной Израиля. Выступал за сборную Израиля как футболист.

## Биография

### Клубная карьера
Начиная с 1987 года стал приглашаться в основную команду «Маккаби» (Петах-Тиква), но по итогам сезона 1987/88 клуб вылетел из высшей лиги и следующие несколько игрок выступал за команду во втором дивизионе, пока в 1991 «Маккаби» не вернулся в Высшую лигу. В 1995 году подписал контракт с клубом «Хапоэль» (Хайфа), где выступал до 2001 года и стал чемпионом Израиля. Сезон 2001/02 отыграл за «Хапоэль» (Петах-Тиква), а сезон 2002/03, ставший последним в профессиональной карьере, в клубе «Бней-Иегуда».

### Карьера в сборной
За сборную Израиля выступал с 1992 по 1999 год и за это время провёл 34 матча.

### Тренерская карьера
После окончания игровой карьеры в 2003 году начал работать тренером в молодёжной команде «Маккаби» (Тель-Авив). В 2005 возглавил «Хапоэль» (Хайфа), который на тот момент выступал во второй лиге. В 2006 году перешёл в другой клуб второй лиги «Хапоэль Ирони», с которым в первом же сезоне добился повышения в высшую лигу. В 2008 году был назначен главным тренером тель-авивского «Маккаби», однако команда начала сезон крайне неудачно и в первых восьми матчах одержала лишь две победы. Вскоре Бен-Шимон был уволен с поста тренера «Маккаби» и вернулся в «Хапоэль Ирони», с которым во второй раз вышел в высшую лигу Израиля, а в сезоне 2011/12 стал чемпионом страны. В сезоне 2012/13 тренировал кипрский «АЕК Ларнака». В 2013 году вернулся в Израиль, где работал с командами «Хапоэль» (Тель-Авив), «Маккаби» (Петах-Тиква), «Бейтар» (Иерусалим) и «Ашдод».
В 2017 году возглавил национальную сборную Кипра. С 2020 по 2023 год — главный тренер «Ашдода». Сезон 2023/24 провёл в качестве наставника АЕКа. В мае 2024 года принял предложение возглавить сборную Израиля.

## Достижения

### В качестве игрока
«Хапоэль» Хайфа
- Чемпион Израиля: 1998/99
- Обладатель Кубка Тото: 2000/01

«Маккаби» Петах-Тиква
- Обладатель Кубка Тото: 1994/95

### В качестве тренера
«Хапоэль Ирони» Кирьят-Шмона
- Чемпион Израиля: 2011/12
- Победить Лиги Леумит (2): 2006/07, 2009/10
- Обладатель Кубка Тото (2): 2010/11, 2011/12

«Маккаби» Петах-Тиква
- Обладатель Кубка Тото: 2015/16